# The Bombay Chronicle
The Bombay Chronicle est un journal de langue anglaise publié à Bombay de 1910 à 1959.
Il est fondé par Sir Pherozeshah Mehta (1845-1915), un éminent avocat, qui deviendra plus tard président du Congrès national indien en 1890, et également membre du Conseil législatif de Bombay en 1893. JB Petit avait aidé Mehta à lancer le journal et a ensuite pris le contrôle de l'Indian Daily Mail. De 1913 à 1919, il fut édité par BG Horniman.
C'était un journal nationaliste de premier plan à cette époque et également un chroniqueur important traitant entre autres des bouleversements politiques à propos de la pré-indépendance de l'Inde.
Le journal a été arrêté en 1959.